# El Kantara
El Kantara (em árabe: القنطرة) é uma cidade e comuna localizada na província de Biskra, Argélia. Segundo o censo de 2008, a população total da cidade era de 11 415 habitantes. O cânion que percorreu através da área foi descrito pelos habitantes locais como a "Boca do Deserto".

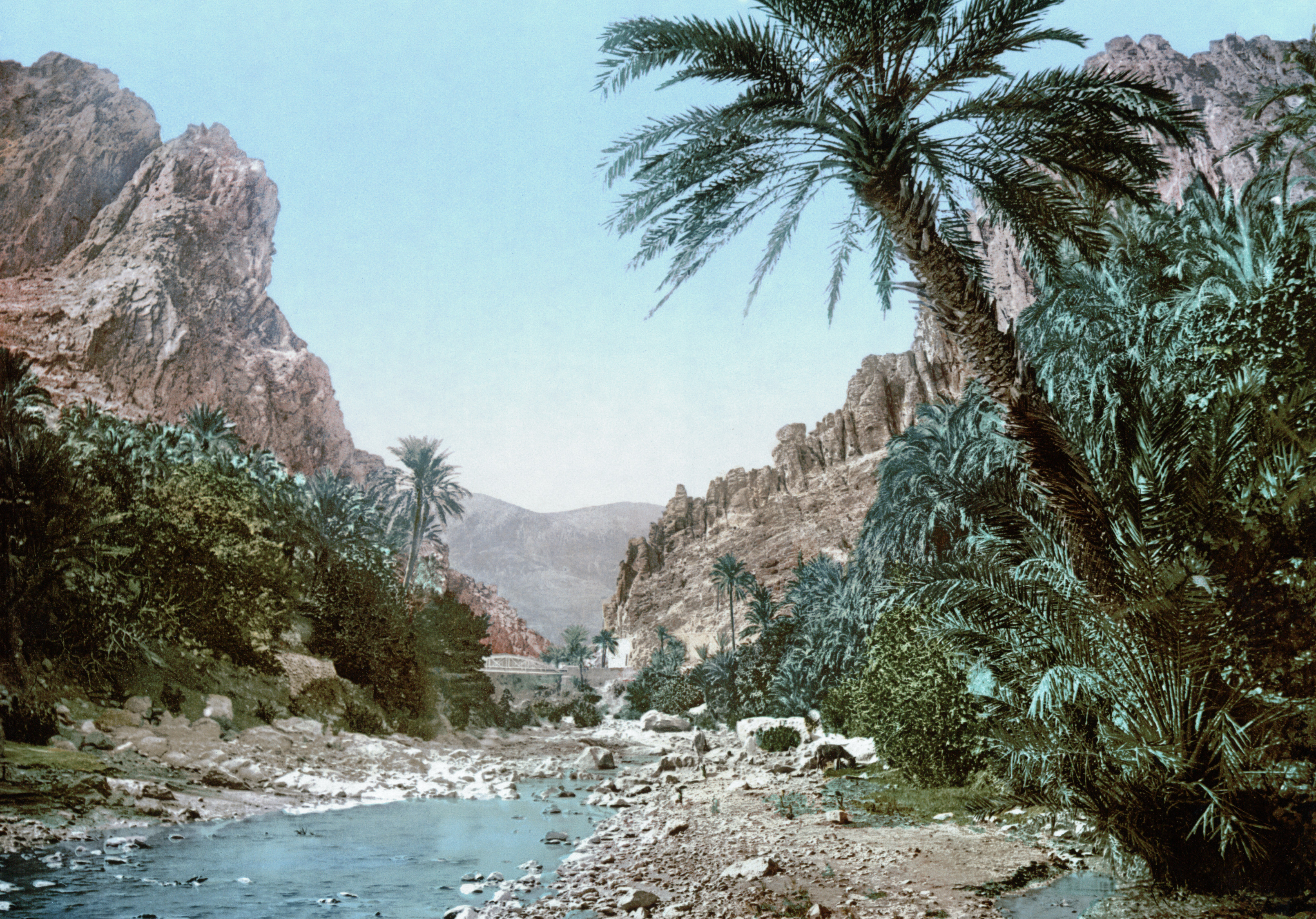
El Kantara